# Nikol Płosaj
Nikol Płosaj (* 22. Mai 1996 in Goleniów) ist eine polnische Radsportlerin, die Rennen auf Bahn und Straße bestreitet.

## Sportliche Laufbahn
2013 wurde Nikol Płosaj erstmals polnische Meisterin in der Mannschaftsverfolgung, 2015 konnte sie diesen Erfolg wiederholen. 2014 wurde sie im Straßenrennen der Juniorinnen der Straßenweltmeisterschaften 34. Zudem wurde sie 2015 nationale U23-Meisterin im 500-Meter-Zeitfahren und in der Einerverfolgung. Im Straßenrennen der U23-Europameisterschaften belegte sie Platz 13.
Bei den  UEC-Bahn-Europameisterschaften 2016 errang Płosaj gemeinsam mit Daria Pikulik, Katarzyna Pawłowska und Justyna Kaczkowska Silber in der Mannschaftsverfolgung. Bei den Studenten-Weltmeisterschaften gewann sie zweimal Silber, im Straßenrennen und im Kriterium. Im Jahr darauf wurde sie mit Wiktoria Pikulik, Weronika Humelt und Justyna Kaczkowska Vize-Europameister (U23) in der Mannschaftsverfolgung und holte bei den Bahn-Europameisterschaften in Berlin Bronze in derselben Disziplin und in derselben Besetzung wie im Jahr zuvor.

## Erfolge

### Bahn
2013
- Polnische Meisterin – Mannschaftsverfolgung (mit Natalia Nowotarska, Natalia Radzicka und Wiktoria Zeglen)

2014
- Junioren-Europameisterschaft – Mannschaftsverfolgung (mit Natalia Radzicka, Daria Pikulik und Justyna Kaczkowska)

2015
- Polnische Meisterin – Mannschaftsverfolgung (mit Weronika Humelt, Natalia Radzicka und Natalia Morytko)
- Polnische Meisterin (U23) – 500-Meter-Zeitfahren, Einerverfolgung

2016
- Europameisterschaft – Mannschaftsverfolgung (mit Daria Pikulik, Katarzyna Pawłowska und Justyna Kaczkowska)

2017
- Europameisterschaft – Mannschaftsverfolgung (mit Daria Pikulik, Katarzyna Pawłowska und Justyna Kaczkowska)
- U23-Europameisterschaft – Mannschaftsverfolgung (mit Wiktoria Pikulik, Weronika Humelt und Justyna Kaczkowska)
- Polnische Meisterin – Zweier-Mannschaftsfahren (mit Monika Graczewska)

2018
- Polnische Meisterin – Zweier-Mannschaftsfahren (mit Monika Graczewska)

2019
- Europaspiele – Mannschaftsverfolgung (mit Karolina Karasiewicz, Katarzyna Pawłowska und Justyna Kaczkowska)
- Europameisterschaft – Ausscheidungsfahren

2021
- Polnische Meisterin – Omnium

2022
- Polnische Meisterin – Mannschaftsverfolgung (mit Daria Pikulik, Wiktoria Pikulik und Olga Wankiewicz)

2023
- Polnische Meisterin – Zweier-Mannschaftsfahren (mit Tamara Szalinska)